# Juan Ramón Martínez
Juan Ramón Martínez (20. dubna 1948, San Miguel – 4. srpna 2024, San Miguel) byl salvadorský fotbalista, útočník.

## Fotbalová kariéra
Začínal v Salvadoru v týmu CD Águila. Dále hrál v Guatemale za CSD Municipal a v Salvadoru za CD Juventud Olímpica a CD Once Municipal. Za reprezentaci Salvadoru nastoupil v letech 1967-1976 ve 32 utkáních a dal 14 gólů. Byl členem salvadorské reprezentace na Mistrovství světa ve fotbale 1970, nastoupil ve 2 utkáních. Byl členem salvadorské reprezentace na LOH 1968 v Mexiku, nastoupil ve 3 utkáních a dal 1 gól.